# Dictyna foliicola
Dictyna foliicola là một loài nhện trong họ Dictynidae.
Loài này thuộc chi Dictyna. Dictyna foliicola được Friedrich Wilhelm Bösenberg & Embrik Strand miêu tả năm 1906.